# Arlington (Iowa)

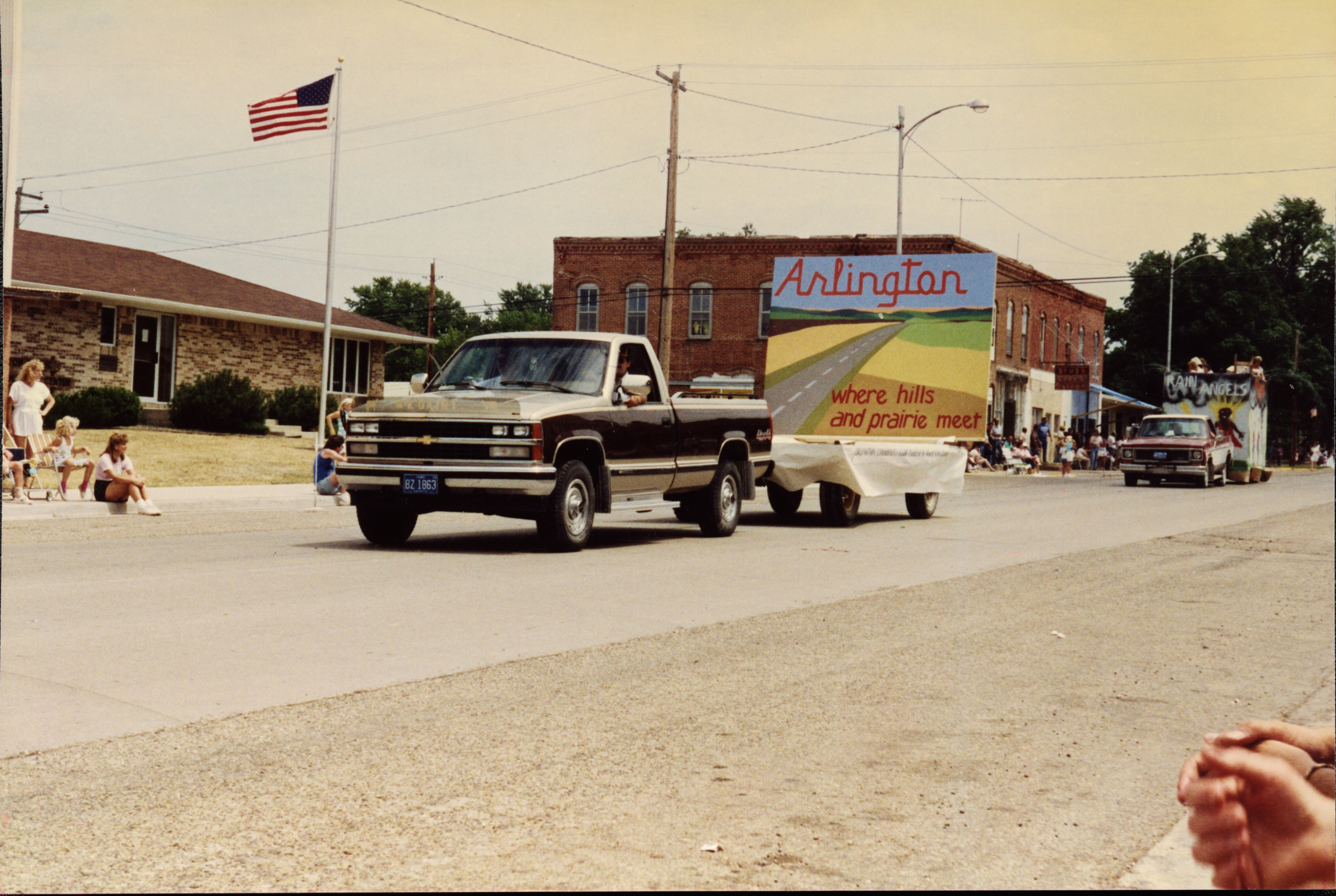
Rue Main, Arlington, Iowa

Pour les articles homonymes, voir Arlington.
La ville américaine d’Arlington est située dans le comté de Fayette, dans l’État de l’Iowa, au nord de la rivière Maquoketa (en). Sa population s’élevait à 429 habitants lors du recensement de 2010.

## Histoire
La localité a été fondée sous le nom de Brush Creek.